# 错果
错果（藏語：མཚོ་སྐོར，威利转写：mtsho skor，THL：Tso Kor，藏语意为“圆湖”）位于中国西藏自治区西部阿里地区改则县境内，地处改则县西南部，东南临仓木错。湖面海拔4672米，面积8.8平方公里。